# متحف الفن الحديث (الكويت)
يقع متحف الفن الحديث التابع للمجلس الوطني للثقافة والفنون والآداب في مدينة الكويت بواجهة شارع الخليج العربي، ومن أحد التفاصيل المهمة في هذا المكان هو أنه قد تحول منذ بداية العقد الماضي من مدرسة، كانت تعد إحدى أقدم وأعرق المدارس الكويتية، إلى متحف للفن الحديث.

## تاريخ المبنى
كان يشغل المبنى المدرسة الشرقية، التي أنشئت في عام 1939 كمدرسة للبنين، ومع مرور الوقت أهمل المبنى، حتي أتي قرار اليونسكو بحماية والحفاظ على كل المباني القديمة فحول إلى مزار.
لكن ظل المبنى مهمل خصوصاً بعد حرب 1990 حرب الخليج وفي عام 2001 تم ترميم المبنى وأضيفت إليه أجزاء أخرى فبدأ العمل فيه وفق دراسة إنشائية معمارية شاملة قام بها المجلس الوطني للثقافة والفنون والآداب بهدف التعرف على مدى متانة أساس المبنى وقدرتة على تحمل أعمال الترميم.

## المدرسة الشرقية
تم تأسيس هذه المدرسة تحت مسمى المدرسة الشرقية في العام 1939 حيث خصصت في البداية لتعليم البنين وكان من أهم تلاميذها في ذلك الوقت أمير البلاد الراحل الشيخ جابر الأحمد الصباح وصاحب السمو أمير البلاد الشيخ صباح الأحمد وغيرهم من الشخصيات الكويتية المعروفة ثم تحولت إلى مدرسة للبنات عكف بعدها المجلس الوطني للثقافة على ترميمها لا سيما بعدما لحق بها من ضرر أيام الغزو وتم افتتاح المبنى بعد الترميم بشكل رسمي في العام 2003.
عند الدخول من بوابة المتحف يلفت نظرك الشكل التصميمي القديم للمدرسة لأنه وليد التأثير البيئي المعبر عن الطابع المحلي والذي يعتبر الصورة الحقيقية لفترة مميزة في تاريخ العمارة التراثية القديمة في الكويت، وهو الأمر الذي ميز هذا المكان، حيث كان لمواد البناء المستخدمة مثل صخر البحر والطين والجبس والخشب فضلا عن خشب الصاج المستورد من الهند والشندل والباسجيل والحصير المستورد من أفريقيا وكينيا، نكهة تاريخية مميزة يشعر بها الزائر فور دخوله لهذا المكان. عند العبور من البوابة الخشبية القديمة إلى بهو المتحف أو ما يعرف قديما بحوش المدرسة أو الفناء.

## المتحف
يضم المتحف العديد من الأعمال التشكيلية الرائعة التي وزعت بشكل متسق وجذاب في أرجاء المكان، فصول المدرسة قد تحولت بدورها إلى حجر لعرض اللوحات والأعمال الفنية حتى خصص لكل مجال أو حقل فني غرفة خاصة به، وفي البداية ستصادفك حجرة جمعت بين أركانها صورا فوتوغرافية قديمة للمدرسة ومجموعة من طلبتها وأساتذتها وخريجيها، فضلا عن صور للكويت القديمة وتراث البحر وصيد الأسماك واللؤلؤ وغيرها من المناظر التي تصور الكويت فضلا عن بقعة من الحائط قد بقيت دون ترميم حتى يتسنى للزائر لمسها والتعرف على ملامح البناء الأصلي لهذا المكان. لوحات تشكيلية تنطق عن مختلف المدارس الفنية والتشكيلية تبدأ بالتعرف إليها عن قرب فور الدخول إلى الحجر الباقية لفنانين كويتيين مثل، خزعل القفاص، جاسم بو حمد وعلي البلوشي، فضلا عن فنانين عرب كالفنان المصري علاء حجازي، ووزير الثقافة المصري، فاروق حسني السوري نذير نبعة العراقي هاني مظهر وهو صاحب اللوحة العراقية الوحيدة داخل المتحف فضلا عن الفنان اللبنانيهرير وأمين باشا.

## أجزاء المتحف
يتكون المتحف من جزئين أساسيين: الأول هو مبنى من الطين، والآخر من الأسمنت، الجزء الأول: والذي يسمى «الحوش أ»؛ وفية البوابة الرئيسية وساحة واسعة تحيطها مجموعة من الغرف الصغيرة، كان هذا الجزء شبه منهار، مما ألزم القائمين على المشروع بإعادة بنائه وليس ترميمه.
بالإضافة إلى ذلك فإن المتحف يعج بلوحات وأعمال لفنانين عالميين كانوا يعيشون في الكويت أو قاموا بزيارتها لإقامة معارضهم وعرض لوحاتهم مثل الكندي جيري جراي، والفرنسية رينيه كاسبر والأميركية سوزان كرايل، وقد كان من بين هذه الأعمال ما اشتراها المجلس الوطني لصالح المتحف أما أغلبها فكان مما أهداها هؤلاء الفنانين للعرض في المتحف، نذكر منهم الفنان الإسباني بيدرو ريبالتا والذي عمل لسنوات طويلة في الولايات المتحدة الأميركية حيث قام بإنتاج مجموعة كبيرة من الأعمال الفنية تحت مسمى «مجموعة الكويت» أهداها لأمير البلاد وتعرض حاليا داخل المتحف.
متحف الفن الحديث هو أحد أهم المتاحف الثقافية في دولة الكويت، وهو يقبع على الخليج العربي في مدينة الكويت.

## المقتنيات
يتكون المتحف من مقتنيات عديدة من جميع النحاء العالم، والعالم العربي خاصتاً، وبعض أهم الأعمال في المتحف هي:
- لوحة «الحياة المستمرة», للفنان السوري باسم دحدوح
- لوحة «أميرة أندلسية», للفنان اللبناني أمين الباشا
- أحد لوحات الفنان الأسباني بدرو ريبالتا، التي أهداها للكويت بعد التحرير.
- لوحة «حرائق النفط», بريشة الأمريكية سوزان كرايل.
- لوحات متعددة لوزير الثقافة االمصري، الفنان فاروق حسني.
- تمثال «العصاري» البرونزي، للنحات الكويتي خزعل القفاص.
- لوحة «أطفال فلسطين في القرن العشرين» للفنان الكويتي عبد الله القصار.